# West Kewaunee, Wisconsin
West Kewaunee là một thị trấn thuộc quận Kewaunee, tiểu bang Wisconsin, Hoa Kỳ. Năm 2010, dân số của thị trấn này là 1.261 người.